# Liste des épisodes d'Oncle Grandpa

Logo français de la série Oncle Grandpa.

Oncle Grandpa est une série d'animation américaine, créée par Peter Browngardt et produite par Cartoon Network Studios, et initialement diffusée aux États-Unis sur la chaîne de télévision Cartoon Network depuis le 2 septembre 2013. Et depuis le 6 septembre 2014 en France .Elle s'inspire d'un court-métrage animée homonyme auparavant diffusé dans l'émission The Cartoonstitute (en). Oncle Grandpa est également un spin-off de la série Secret Mountain Fort Awesome.

## Périodicité
| Saisons | épisodes | Première diffusion | Dernière diffusion |
| ------- | -------- | ------------------ | ------------------ |
| 1       | 30       | 2 septembre 2013   | 26 février 2015    |
| 2       | 26       | 5 mars 2015        | 22 juin 2016       |
| 3       | 23       | 29 août 2016       | 19 février 2017    |
| 4       | 19       | 3 mars 2017        | 7 avril 2017       |
| 5       | 21       | 26 mai 2017        | 30 juin 2017       |

## Épisodes

### Première saison (Septembre 2013–Février 2015)
| N°    | #     | Titre de l'épisode | Publication originale | Publication française |
| ----- | ----- | --- | --- | --------------------- |
| 1-5   | 1-5   | - Frères de ventre - L'empereur de l'espace - La crème moustache - En vacances - L'histoire du catch - L'échapée belle - Corps à corps - Le food truck - Le troll d'internet - Un jeu cérébral - Charlie Burger - Gros ennuis pour Petit Miracle - Les gâteaux de la malchance - Tante Grandma - L'escalator - Oncle Zombie - Le camping-car hanté - Oncle Grandtoutou - Le journal intime de Steve la Pizza - La spéciale Noël | 2 septembre 2013 - 9 septembre 2013 - 16 septembre 2013 | 2 novembre 2014       |
| 6-15  | 6-15  | - Frères de ventre - L'empereur de l'espace - La crème moustache - En vacances - L'histoire du catch - L'échapée belle - Corps à corps - Le food truck - Le troll d'internet - Un jeu cérébral - Charlie Burger - Gros ennuis pour Petit Miracle - Les gâteaux de la malchance - Tante Grandma - L'escalator - Oncle Zombie - Le camping-car hanté - Oncle Grandtoutou - Le journal intime de Steve la Pizza - La spéciale Noël | 23 septembre 2013 - 30 septembre 2013 - 7 octobre 2013 - 14 octobre 2013 | 9 novembre 2014       |
| 16-22 | 16-22 | - Frères de ventre - L'empereur de l'espace - La crème moustache - En vacances - L'histoire du catch - L'échapée belle - Corps à corps - Le food truck - Le troll d'internet - Un jeu cérébral - Charlie Burger - Gros ennuis pour Petit Miracle - Les gâteaux de la malchance - Tante Grandma - L'escalator - Oncle Zombie - Le camping-car hanté - Oncle Grandtoutou - Le journal intime de Steve la Pizza - La spéciale Noël | 21 octobre 2013 - 28 octobre 2013 - 11 novembre 2013 - 18 novembre 2013 - 25 novembre 2013 - 2 décembre 2013 - 9 décembre 2013 - 16 décembre 2013 - 14 avril 2014 - 21 avril 2014 - 28 avril 2014 - 19 juin 2014 - 26 juin 2014 - 7 août 2014 - 14 août 2014 - 21 août 2014 - 25 août 2014                     | 16 novembre 2014      |
| 23-27 | 23-27 | - Frères de ventre - L'empereur de l'espace - La crème moustache - En vacances - L'histoire du catch - L'échapée belle - Corps à corps - Le food truck - Le troll d'internet - Un jeu cérébral - Charlie Burger - Gros ennuis pour Petit Miracle - Les gâteaux de la malchance - Tante Grandma - L'escalator - Oncle Zombie - Le camping-car hanté - Oncle Grandtoutou - Le journal intime de Steve la Pizza - La spéciale Noël | 28 août 2014 - 8 septembre 2014 - 15 septembre 2014 - 2 octobre 2014 - 9 octobre 2014 - 16 octobre 2014 - 23 octobre 2014 - 30 octobre 2014 - 6 novembre 2014 - 13 novembre 2014 - 20 novembre 2014 - 4 décembre 2014 - 15 janvier 2015 - 22 janvier 2015 - 29 janvier 2015 - 5 février 2015 - 12 février 2015 | 23 novembre 2014      |
| 26-30 | 26-30 | - Frères de ventre - L'empereur de l'espace - La crème moustache - En vacances - L'histoire du catch - L'échapée belle - Corps à corps - Le food truck - Le troll d'internet - Un jeu cérébral - Charlie Burger - Gros ennuis pour Petit Miracle - Les gâteaux de la malchance - Tante Grandma - L'escalator - Oncle Zombie - Le camping-car hanté - Oncle Grandtoutou - Le journal intime de Steve la Pizza - La spéciale Noël | 19 février 2015 - 26 février 2015 | 26 juin 2015          |

### Deuxième saison (Mars 2015-Juin 2016)
1. Le monde des déchets
2. Le Gus qui valait 100 dollars
3. Oncle des cavernes
4. Le roi du gag
5. Bouche de canard
6. Le colis
7. Le temps d'une douche
8. Tu parles à un arbre ?
9. La comète taco
10. Oncle Grandpa Land
11. Être plus vieux
12. La médaille de l'étrange
13. Le grand western spaghetti
14. Un film explosif
15. Bouche de Popotin
16. Pastèque comique
17. Nacho Cheese
18. Les bébés d'Oncle G
19. L'arbre à moustache
20. Les origines de Tigresse
21. La salle de balles
22. Oncle Grandpâques
23. Le roi Gus
24. Encore plus de courts
25. L'odyssée de l'étrange
26. Un défilé appétissant
27. Le film d'Oncle Grandpa
28. Grandpa Gourou
29. Peur de voler
30. Mentor d'inventeur
31. Le retour de Tante Grandma
32. Le royaume de la relaxation
33. Mémoire de forme
34. Pizza Eve
35. Messy Bessy
36. La puce à l'oreille
37. Les lunettes maudites
38. La course au cadeau
39. La révolte des légumes
40. La tête dans les nuages
41. L'ami imaginaire

### Quatrième saison (2016)
1. La fête des dinosaures
2. La promenade à vélo
3. Monsieur Gus déménage
4. Oncle Melvins
5. Le hoquet
6. A la recherche du MacGuffin
7. La queue de cheval
8. La fée des dents
9. Le Ptéropoussin
10. Robot Oncle Grandpa
11. Le neveu de Monsieur Gus
12. La langue bien pendue
13. Soin du visage